# Departamento de Ullúm
Departamento de Ullúm är en kommun i Argentina.   Den ligger i provinsen San Juan, i den nordvästra delen av landet, 1 100 km väster om huvudstaden Buenos Aires. Antalet invånare är 4 498.
Omgivningarna runt Departamento de Ullúm är i huvudsak ett öppet busklandskap. Trakten runt Departamento de Ullúm är nära nog obefolkad, med mindre än två invånare per kvadratkilometer.